# Дем'янович Олександр Миколайович
Олександр Миколайович Дем'янович (біл. Аляксандр Мікалаевіч Дзем'яновіч; нар. 8 серпня 1985) — білоруський борець греко-римського стилю, бронзовий призер чемпіонату Європи. Майстер спорту міжнародного класу.

## Життєпис
Боротьбою почав займатися з 1998 року.
Виступав за спортивний клуб О. В. Медведя, Мінськ. Тренери — Ярослав Протаслевич (з 1998), Микола Нижибицький (з 2006).
Після завершення спортивної кар'єри займається тренерською діяльністю. Тренер-викладач Мінського державного міського училища олімпійського резерву.

## Спортивні результати на міжнародних змаганнях

### Виступи на Чемпіонатах світу
| Змагання                        | Збірна   | Вагова категорія                 | Місце |
| ------------------------------- | -------- | -------------------------------- | ----- |
| Чемпіонат світу з боротьби 2013 | Білорусь | греко-римська боротьба, до 74 кг | 30    |
| Чемпіонат світу з боротьби 2014 | Білорусь | греко-римська боротьба, до 71 кг | 5     |

### Виступи на Чемпіонатах Європи
| Змагання                         | Збірна   | Вагова категорія                 | Місце  |
| -------------------------------- | -------- | -------------------------------- | ------ |
| Чемпіонат Європи з боротьби 2011 | Білорусь | греко-римська боротьба, до 74 кг | 27     |
| Чемпіонат Європи з боротьби 2013 | Білорусь | греко-римська боротьба, до 74 кг | 5      |
| Чемпіонат Європи з боротьби 2014 | Білорусь | греко-римська боротьба, до 71 кг | Бронза |
| Чемпіонат Європи з боротьби 2016 | Білорусь | греко-римська боротьба, до 75 кг | 7      |

### Виступи на Кубках світу
| Змагання                    | Збірна   | Вагова категорія                 | Місце |
| --------------------------- | -------- | -------------------------------- | ----- |
| Кубок світу з боротьби 2012 | Білорусь | греко-римська боротьба, до 74 кг | 14    |
| Кубок світу з боротьби 2013 | Білорусь | греко-римська боротьба, до 74 кг | 4     |

### Виступи на інших змаганнях
| Змагання                                                         | Збірна   | Вагова категорія                 | Місце  |
| ---------------------------------------------------------------- | -------- | -------------------------------- | ------ |
| Турнір Івана Піддубного 2011                                     | Білорусь | греко-римська боротьба, до 74 кг | 8      |
| Кубок Владислава Пітласинські 2011                               | Білорусь | греко-римська боротьба, до 74 кг | 14     |
| Вогні Москви 2011                                                | Білорусь | греко-римська боротьба, до 74 кг | 5      |
| Меморіал Олега Караваєва 2011                                    | Білорусь | греко-римська боротьба, до 74 кг | Срібло |
| Кубок Владислава Пітласинські 2012                               | Білорусь | греко-римська боротьба, до 74 кг | 5      |
| Кубок Президента Казахстану з боротьби 2012                      | Білорусь | греко-римська боротьба, до 74 кг | 8      |
| Літня Універсіада 2013                                           | Білорусь | греко-римська боротьба, до 74 кг | 10     |
| Кубок Владислава Пітласинські 2013                               | Білорусь | греко-римська боротьба, до 74 кг | 15     |
| Кубок Президента Казахстану з боротьби 2013                      | Білорусь | греко-римська боротьба, до 74 кг | 8      |
| Турнір Івана Піддубного 2014                                     | Білорусь | греко-римська боротьба, до 75 кг | 20     |
| Гран-прі Німеччини з боротьби 2014                               | Білорусь | греко-римська боротьба, до 75 кг | 7      |
| Меморіал Олега Караваєва 2014                                    | Білорусь | греко-римська боротьба, до 75 кг | Срібло |
| Кубок Владислава Пітласинські 2015                               | Білорусь | греко-римська боротьба, до 75 кг | 18     |
| Кубок Алроси 2015                                                | Білорусь | греко-римська боротьба, до 75 кг | Бронза |
| Меморіал Олега Караваєва 2015                                    | Білорусь | греко-римська боротьба, до 75 кг | Срібло |
| Олімпійський кваліфікаційний турнір з боротьби 2016 (Улан-Батор) | Білорусь | греко-римська боротьба, до 75 кг | 19     |
| Меморіал Болата Турлиханова 2016                                 | Білорусь | греко-римська боротьба, до 75 кг | 8      |
| Турнір Вехбі Емре і Гаміта Каплана 2017                          | Білорусь | греко-римська боротьба, до 75 кг | 11     |